# Principe Valiente
Principe Valiente är ett shoegaze postpunkband från Stockholm som bildades 2005. Bandet består av Fernando Honorato (sång och bas), Jimmy Ottosson (gitarr).
Till några av bandets kändaste låtar hör singlarna "The Night" och "In My Arms". Musikvideon till "The Night" toppade vecka 47 och 49 2010 tyska Pop10-listan.
Bandet släppte en EP 2007.  Bandets debutalbum, Principe Valiente, gavs ut av Parismusic/Cosmos Music Group och släpptes 23 februari 2011.
2013 var ett hektiskt år för Principe Valiente, då de turnerade runtom Europa och spelade bland annat på WGT som är världens största musikfestival med inriktning på goth och relaterade genrer. Den 21 maj 2013 öppnade de för Peter Murphy, mest känd för att sjunga i det legendariska bandet Bauhaus, på Debaser Medis i Stockholm. Parallellt jobbade de under året med att spela in sitt andra album.
Principe Valiente släppte sitt andra album "Choirs of Blessed Youth" den 6 juni 2014. Albumet är inspelat i Stockholm i tre olika studior: Soundtrade, The Boiler Room och Killian Studios. Bandet har på detta albumet samarbetat med den brittiske producenten Ed Buller, som mixat singlarna "Take Me With You" och "She Never Returned".
Bandets tredje album "Oceans" släpptes 12 maj 2017 av Afmusic (CD) samt Manic Depression Records (Vinyl), albumet är inspelat och producerat av dem själva och är mixat av Jimmy Ottosson.

## Diskografi
- 2007 - EP
- 2010 - The Night (singel)
- 2011 - Principe Valiente (debutalbum)
- 2014 - Choirs of Blessed Youth (album)
- 2017 - Oceans (album)
- 2022 - Barricades (2022)
- 2024 - In This Light (album)